# 厄菲涅
厄菲涅（法語：Euffigneix，法語發音：[øfiɲɛ]）是法国上马恩省的一个市镇，属于肖蒙区。

## 地理
厄菲涅（48°7'47"N, 5°2'42"E）面积9 平方千米，位于法国大東部大區上马恩省，该省份为法国东北部内陆省份，北起马恩省和默兹省，西接奥布省，西南接科多尔省，东南接上索恩省，东临孚日省。
与厄菲涅接壤的市镇（或旧市镇、城区）包括：雷讷河畔欧特勒维尔、比克西耶尔-莱维利耶、日扬库尔、容什里、维利耶勒塞克。

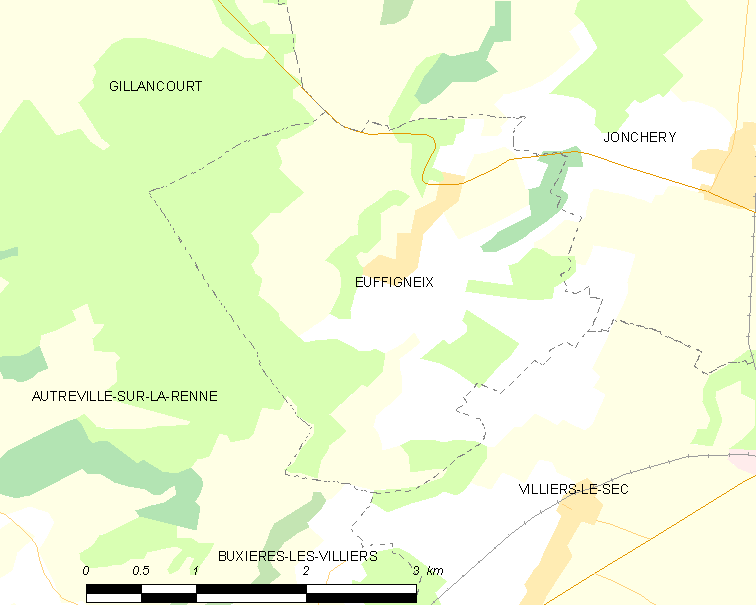
厄菲涅的OSM定位图

厄菲涅的时区为UTC+01:00、UTC+02:00（夏令时）。

## 行政
厄菲涅的邮政编码为52000，INSEE市镇编码为52193。

## 政治
厄菲涅所属的省级选区为肖蒙第一县。

## 人口

1962-2008年间厄菲涅人口变化图示

厄菲涅于2022年1月1日时的人口数量为299人。